# Edmond-Machtens-Stadion
Das Edmond-Machtens-Stadion (niederländisch Edmond Machtensstadion, französisch Stade Edmond Machtens) ist ein Fußballstadion in der belgischen Gemeinde Molenbeek-Saint-Jean/Sint-Jans-Molenbeek, Region Brüssel-Hauptstadt. Es war die Heimspielstätte des 2014 aufgelösten Fußballvereins FC Brüssel. Seit 2015 ist der neugegründete RWD Molenbeek auf der Anlage beheimatet. Zur Saison 2023/24 ist der Verein in die höchste belgische Liga, die Division 1A, aufgestiegen. Es bietet 12.266 Zuschauerplätze.

## Geschichte
Das Stadion wurde für den Fußballverein Daring Club de Bruxelles erbaut. Der Club trug seine Spiele in den 1910er Jahren auf einem Platz in Jette aus, der aber nach zwei Meisterschaften 1912 und 1914 zu klein wurde. Es standen drei Standorte (Sint-Agatha-Berchem, Moortebeek und Sint-Jans-Molenbeek) zur Wahl. So zog der Club nach Molenbeek-Saint-Jean/Sint-Jans-Molenbeek um. Aufgrund des Ersten Weltkrieges konnte die neue Heimat erst 1920 fertiggestellt werden. In der Zwischenzeit musste der Daring Club einige Spiele in Anderlecht austragen. Benannt war die am 12. September 1920 in Anwesenheit der Prinzen Leopold und Karl eröffnete Sportanlage zunächst als Daring-Stadion. Für die damalige Zeit war es eine moderne Sportanlage mit einer großen Tribüne, einer Leichtathletikanlage, einem Hockeyfeld, mehreren  Tennisplätzen und sogar einem Solarium.
Am 21. Mai 1921 trug die belgische Fußballnationalmannschaft ihr erstes Länderspiel in Molenbeek aus. Die „Roten Teufel“ unterlagen im Freundschaftsspiel der englischen Fußballnationalmannschaft mit 0:2. Kurz zuvor konnte der Club seine dritte Meisterschaft erringen. Am 20. Juni 1926 trafen die Belgier im Stadion in einem Freundschaftsspiel vor 35.000 Zuschauern auf Frankreich (2:2). Aus dieser Zeit ist nur noch ein Mauerabschnitt und ein Kriegsdenkmal zu Ehren der für Belgien gefallenen Soldaten erhalten.
Am 10. Februar 1935 endete für den Daring Club eine Serie von 60 ungeschlagenen Heimspielen im Daring-Stadion. 1935 und 1936 feierte der Daring Club seine beiden letzten Meistertitel. Ab 1939 war das Stadion als Oscar-Bossaert-Stadion bekannt und trug den Namen des ehemaligen Spielers des Daring Club de Bruxelles und Politikers Oscar Bossaert (1887–1956). Sein erstes Spiel im Europapokal erlebte das Oscar-Bossaert-Stadion am 23. September 1965. Der Daring Club de Bruxelles trat gegen den schwedischen Vertreter AIK Stockholm in der 1. Runde des Messestädte-Pokals 1965/66 an und schied durch ein 1:3 zu Hause und 0:0 im Rückspiel aus.
1973 ist es nach dem früheren Bürgermeister von Molenbeek-Saint-Jean/Sint-Jans-Molenbeek, Edmond Machtens, benannt worden, der von 1939 bis 1978 im Amt war. Zu dieser Zeit wurde im Norden eine neue Tribüne gebaut, die am 22. August 1973 mit einem Spiel gegen Real Madrid eingeweiht wurde. Der Daring Club wechselte in seiner Geschichte mehrmals, u. a. durch Fusionen, den Namen. Mittlerweile trug der Verein den Namen RWD Molenbeek. Die Anlage war mit mehr als 33.000 Fans gefüllt. Vier Tage später fand das erste Pflichtspiel im umgebauten Stadion statt. Im belgischen Fußballpokal 1973/74 besiegte der RWD Molenbeek den K. White Star Club Lauwe mit 6:1. 1975 gelang dem RWD Molenbeek der einzige Gewinn der belgischen Meisterschaft. Zwei Jahre später traf der Club im Halbfinale des UEFA-Pokals 1976/77 auf Athletic Bilbao. Nach dem 1:1 im Hinspiel im Edmond-Machtens-Stadion schied man durch ein 0:0 in Bilbao, aufgrund der Auswärtstorregel, aus.
1993 wich die alte Tribüne im Süden einem Neubau mit Business-Sitzen. Die Einweihung fand am 14. August 1993 beim Heimspiel gegen Sporting Charleroi (2:4) statt. Am 24. Juni 2014 wurde der Verein als FC Brüssel nach der Saison 2013/14 in der 2. Division aufgelöst. 2015 wurde der neue RWD Molenbeek gegründet. 2022 wurden die beiden Ränge renoviert und ein neuer Spielfeldrasen verlegt. 2023 stieg der RWDM in die Division 1A auf.
Das Stadion besteht heute aus den beiden Längstribünen und einem kleinen, unüberdachten Stehplatzrang im Westen. Hinter dem Tor im Osten befindet sich eine Baumreihe. Auf Initiative von Bürgermeister Philippe Moureaux wurde 2005 die Tribüne 2, zu Ehren von Belgiens erfolgreichstem Fußballtrainer Raymond Goethals (1921–2004), in Raymond-Goethals-Tribüne umbenannt. Die Gegentribüne trägt die Bezeichnung L’Ecluse (deutsch Die Schleuse). Um das Stadion liegen zwei Fußballplätze und ein Tennis- und ein Pétanqueclub.

## Tribünen
- Tribüne 1 (L’Ecluse): 3500 Sitzplätze, Gegentribüne, Nord[3]
- Tribüne 2 (Goethals): 3000 Sitzplätze, Haupttribüne, Süd
- Business-Sitze: 620 Sitzplätze
- Gästefans: 950 Sitzplätze